# Jazykovití
Jazykovití (Soleidae) jsou čeleď platýsů. Zástupci této skupiny žijí v mořských a brakických vodách východního Atlantiku, Indického oceánu a západního a centrálního Pacifiku. Sladkovodní druhy se vyskytují v Africe, jižní Asii, na Nové Guineji a v Austrálii.
V některých zdrojích jsou do této čeledi řazeny i americké druhy (sladkovodní i mořské), pro něž se však vyčleňuje spíše samostatná čeleď jazykovkovití (Achiridae). Jediným americkým zástupcem jazykovitých tak zůstává Aseraggodes herrei z Galapág a Kokosového ostrova.
Jazykovití žijí na mořském dně a živí se malými korýši a jinými bezobratlými. Čeleď zahrnuje asi 30 rodů a 180 druhů.
Život tyto ryby začínají jako dvoustranně souměrné larvy s okem na každé straně hlavy, ale během vývoje se levé oko přesouvá na pravou polovinu hlavy. Dospělci leží na dně svým levým bokem. Tělo mívají často pokryté bahnem, což v kombinaci s tmavým zbarvením ztěžuje jejich odhalení.
Rybu podobnou malému halibutovi nebo mořskému jazyku prý pozorovala posádka batyskafu Trieste na dně Mariánského příkopu v hloubce okolo 11 km. Tato pozorování však současná věda nepovažuje za platná.
Mnoho jazykovitých patří mezi ceněné konzumní ryby. V severní Evropě a ve Středomoří je populární zejména jazyk obecný (Solea solea).
Nejstarší známé fosilní pozůstatky jazykovitých mohou být zastoupeny otolity ze souvrství londýnských jílů ze spodního eocénu. Ze středního eocénu, konkrétně lutetianu, pocházejí první zachované kostry, a sice egyptské rody Eobuglossus a Turahbuglossus.